# Heron (transporter opancerzony)
Heron – kołowy transporter opancerzony z napędem 6x6, w wersji wozu dowodzenia wyposażonej w system przetwarzania danych HMS C3IS Jaśmin. Transporter jest planowany do użycia jako wóz dowódczo-sztabowy w dywizjonach wyrzutni rakiet Homar-K. W maju 2024 był testowany w ćwiczeniach Wojska Polskiego pod kryptonimem Field Experimentation Exercise 2024, w Ośrodku Szkolenia Poligonowego Wojsk Lądowych w Nowej Dębie i na poligonie w Lipie.  
Docelowo ma być produkowany przez Hutę Stalowa Wola S.A – Oddział Autosan w Sanoku.

## Konstrukcja
Heron podobnie jak mniejszy transporter Waran 4×4, jest efektem współpracy Huty Stalowa Wola S.A. z czeską firmą Tatra Export s.r.o. Bazą dla transportera z HSW jest czeski projekt pojazdu TADEAS 6×6 (Tatra Defence Armoured Solution), zbudowany na podwoziu samochodu ciężarowego Tatra 815-7. Nadwozie transportera zostało zaprojektowane przez Hutę Stalowa Wola, w konfiguracji trzyosiowej z dwiema osiami skrętnymi: pierwszą i ostatnią. Układ napędowy został zunifikowany z zastosowanym obecnie w Waranach. Zastosowanie dwu osi skrętnych, ułatwia manewrowanie w każdych warunkach, a centralnie pompowane koła i wkładki run-flat, pozwalają jechać nawet po zniszczeniu opony.

## Dane techniczne
Może przewozić 2- osobową załogę i 11 żołnierzy desantu. Rozpędza się na drogach utwardzonych do około 110 – 120 km/h. Masa własna pojazdu wynosi około 22 ton (w zależności od wyposażenia i opancerzenia). Dopuszczalna masa całkowita wynosi 30 ton, a ładowność maksymalna 10 ton. Zasięg jazdy wynosi około 700 km. Pokonuje wzniesieniu o nachyleniu 70%, kąt wejścia przekracza 38%, a kąt zejścia 50%. Pokonuje przeszkody wodne o głębokości 1,2 metra, przeszkody pionowe o wysokości 0,4 metra i rowy o szerokości 1,6 metra. Opancerzenie zapewnia poziom ochrony balistycznej 3a/4a wg normy STANAG 4569, oraz przeciwminowej na poziomie 4a/4b (wybuch pod pojazdem 10 kg TNT)

## Napęd
Do napędu służy 8-cylindrowy silnik wysokoprężny Tatra T3-928-RE, ósmej generacji o mocy od 300 do 370 kW, lub w opcji silniki: Caterpillar C9.3B o mocy 395 lub 447 kW oraz Cummins ISL o mocy 300 kW. Silniki są sprzężone z automatyczną skrzynią biegów o sześciu przełożeniach. Podobna możliwość wyboru dotyczy też przekładni. Wśród opcji są skrzynie biegów firm: Allison 4500SP, automatyczna, oraz ZF automatyczna Ecolife II, lub zautomatyzowana Traxxon.

## Wyposażenie
W wersji dowódczo - sztabowej posiada zautomatyzowany system zarządzania walką HMS C3IS Jaśmin, do dowodzenia batalionami, pułkami, brygadami i dywizjami. Dostarcza nie tylko rozkazy, lecz także dane wywiadowcze czy logistyczne, m.in. o: pozycjach podległych im poddziałów, kierunku ich ruchu, zaopatrzeniu w  amunicję. 
Transporter może zostać wyposażony w stanowisko karabinu maszynowego typu otwartego, lub w zdalnie sterowany moduł uzbrojenia. Świadomość sytuacyjną pola walki załogi i żołnierzy desantu, zwiększa system obserwacji dookólnej z zestawem kamer na kadłubie pojazdu. 